# Саушкин (хутор)
Саушкин — хутор в Клетском районе Волгоградской области России. Входит в состав Кременского сельского поселения. Население 15 чел. (2010) .

## История
В соответствии с Законом Волгоградской области от 14 февраля 2005 года № 1003-ОД «Об установлении границ и наделении статусом Клетского района и муниципальных образований в его составе», хутор вошёл в состав образованного Кременского сельского поселения.

## География
Расположен в северо-западной части региона, у.
Уличная сеть состоит из одного географического объекта: ул. Монастырская.
Абсолютная высота 53 метра над уровнем моря.

## Население
| 2010 |
| ---- |
| 15   |

Гендерный состав
По данным Всероссийской переписи населения 2010 года в гендерной структуре населения из 15 человек мужчин — 10, женщин — 5 (66,7 и 33,3 % соответственно).
Национальный состав
Согласно результатам переписи 2002 года, в национальной структуре населения
русские составляли 93 % от общей численности населения в 15 чел..

## Транспорт
Просёлочные дороги.